# Horní Skrýchov
Horní Skrýchov település Csehországban, a Jindřichův Hradec-i járásban. Horní Skrýchov Rodvínov és Jindřichův Hradec településekkel határos. Lakosainak száma 244 fő (2024. január 1.).

## Népesség
A település lakosságának változását az alábbi diagram mutatja:
| Lakosok száma | 150  | 132  | 141  | 104  | 82   | 84   | 171  | 168  | 212  | 244  |
|               | 1869 | 1890 | 1921 | 1950 | 1980 | 2001 | 2017 | 2019 | 2022 | 2024 |